# Il destino ha quattro zampe
Il destino ha quattro zampe è un film televisivo italiano. Gli attori protagonisti sono: Lino Banfi, Nino Frassica, Rosa Pianeta e Michela Noonan.

## Trama
Giuseppe Pardi (Lino Banfi) è un anziano che, fin da ragazzo, ha il sogno di diventare attore, purtroppo le circostanze della vita, e la perdita di un figlio, lo hanno portato lontano dal cinema e pure la sua situazione economica non è buona.
Un giorno l'uomo trova un cane da pastore tedesco, che decide di chiamare Tempesta, con cui ha subito una grande intesa ed amicizia. Un giorno, avvicinandosi ad un set di riprese, il cane viene notato dal regista e l'animale dimostra subito le qualità di grande attore. Giuseppe grazie all'abilità del cane e del procuratore Romeo (Nino Frassica) riesce a rimettere in piedi la sua vita, anche sul piano economico. Presto verrà fuori però la vera padrona del cane, Vittoria (Michela Noonan), che per aiutare il proprio bambino sulla sedia a rotelle (Edoardo Baietti), riuscirà a convincere Pardi a restituire l'animale; però due brutti ceffi rapiscono Tempesta per ottenere un riscatto da 500.000 euro... Alla fine li cane si libera e Carlo si alza dalla carrozzella.